# 데이비드 리카도

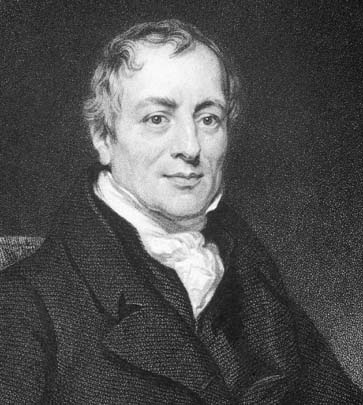
데이비드 리카도

데이비드 리카도(David Ricardo, 1772년 4월 18일 ~ 1823년 9월 11일)는 영국의 경제학자이다. 영국 고전파의 이론 체계를 완성, 애덤 스미스와 함께 그 대표자이다.
스파라드 유대인으로 스미스의 <국부론>을 읽고 경제학 연구에 뜻을 두어 경제학과 자연 과학 연구에 전념하였다. 데이비드의 아버지는 런던 증권거래소의 중개인이어서 리카도는 아버지로부터 증권거래에 대한 많은 것을 배울 수 있었다.
21세에 그는 퀘이커교도인 프리실라 윌킨슨과 결혼하기 위해 아버지와 결별하고 결국 유니테리언주의로 종교를 전향하였다.  그의 부모는 그 이후로 그와 절교하였다.  
1809년 통화 문제에 관한 <금의 가격>과 <떨어진 곡물값이 자본 이윤에 미치는 영향>, 그리고 1817년 <경제학 및 과세의 원리>를 발표함으로써 그의 방법론을 체계화하고 이론 경제학자로서의 지위를 굳혔다. 이어 지대론을 기초로 하여 노동 가치설, 차액 지대론 등 분배의 여러 법칙을 밝혔으며, 그 밖에도 잉여 가치론, 이윤율 저하 이론, 국제 무역 이론 체계를 완성함으로써 후세의 경제학에 큰 영향을 끼쳤다. 그는 스미스의 절대 우위론에서 한 걸음 더 나아가 비교 우위론을 발표했다. 1819년 이후 종신 하원 의원이 되었다. 참고로 그는 맬서스와 친한 친구였으며 유서에 있던 3인의 재산 상속인에도 포함시켰다.
또한 그는 노예 폐지론자로 동인도 회사의 회의에서 노예제도가 영국의 국격에 부정적인 영향을 미친다고 말하였다. 
- 리카도 대등정리